# Min and Bill
Pour plus de détails, voir Fiche technique et Distribution.
Min and Bill est un film américain réalisé par George W. Hill, sorti en 1930.

## Fiche technique
- Titre : Min and Bill
- Réalisation : George W. Hill
- Assistant-réaloisateur : Harry Sharrock
- Scénario : Frances Marion et Marion Jackson d'après le livre de Lorna Moon
- Photographie : Harold Wenstrom
- Montage : Basil Wrangell (de)
- Producteurs : George W. Hill et Harry Rapf
- Société de production : Metro-Goldwyn-Mayer
- Société de distribution : Metro-Goldwyn-Mayer
- Pays d'origine :  États-Unis
- Langue : anglais américain
- Format : Noir et blanc — 35 mm — 1,20:1 — Son : Mono (Western Electric Sound System)
- Genre : Comédie dramatique
- Durée : 66 minutes (1 h 6)
- Date de sortie : 21 novembre 1930 (États-Unis)

## Distribution

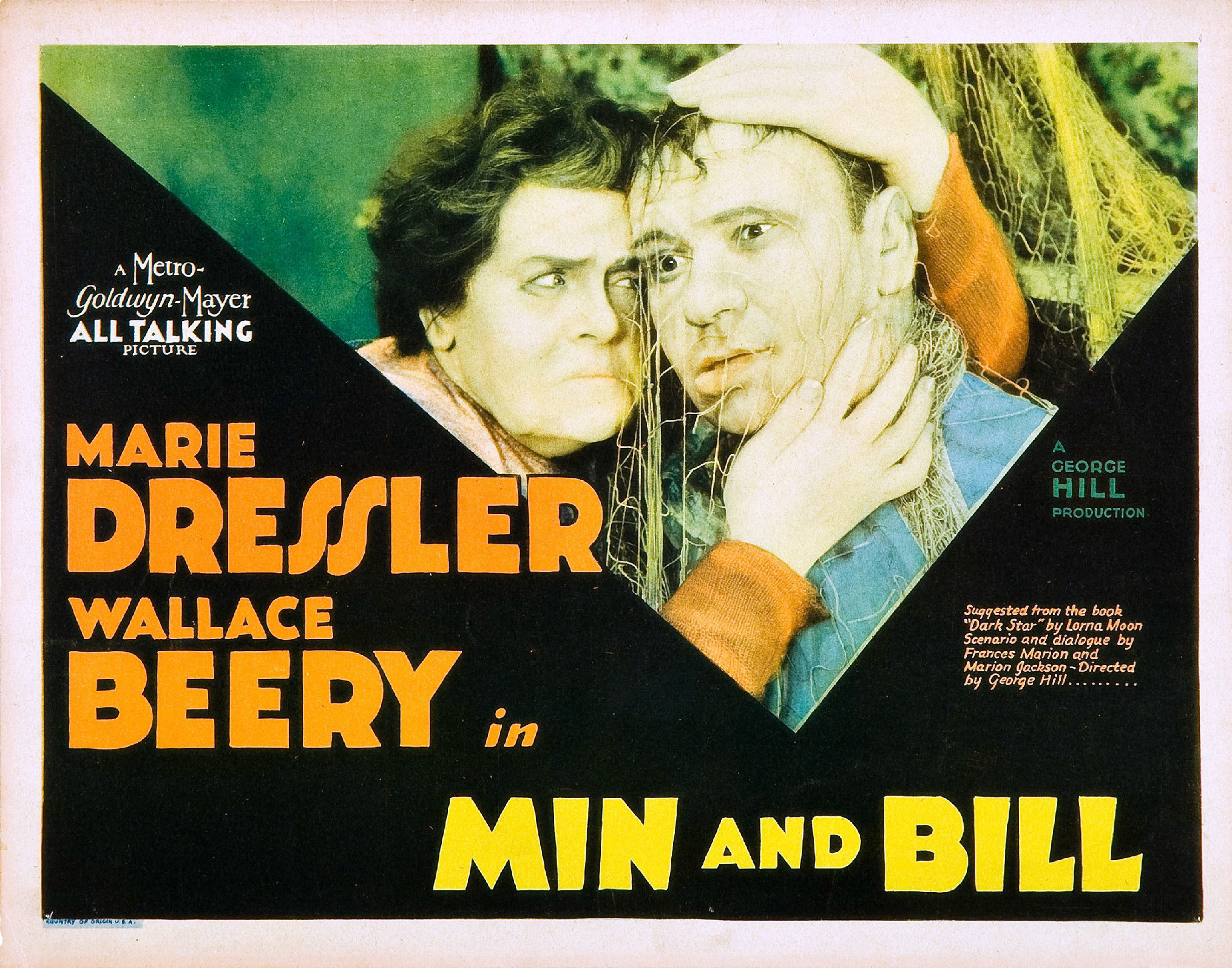
Carte promotionnelle du film.

- Marie Dressler : Min Divot, l'aubergiste
- Wallace Beery : Bill, un pêcheur
- Dorothy Jordan : Nancy Smith
- Marjorie Rambeau : Bella Pringle
- Don Dillaway : Dick Cameron
- DeWitt Jennings : Groot, le surveillant
- Russell Hopton : Alec Johnson
- Frank McGlynn Sr. : M. Southard, le principal du collège
- Gretta Gould : Mme Southard

## Galerie

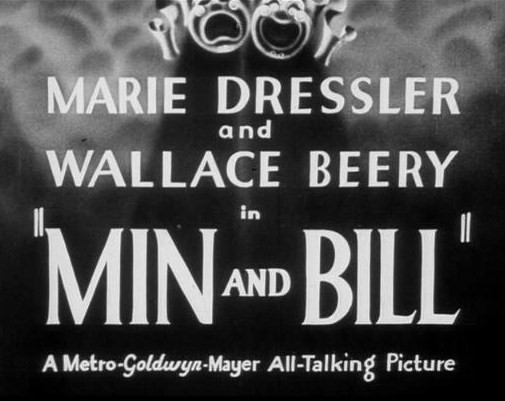
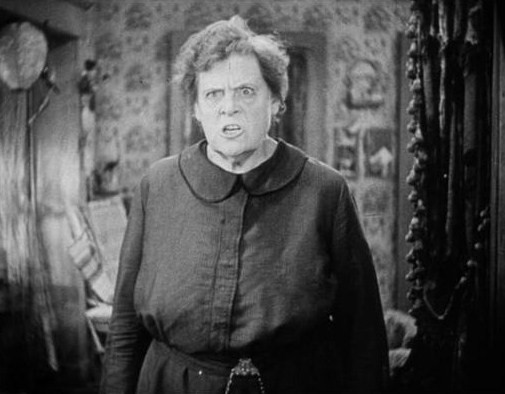
Marie Dressler
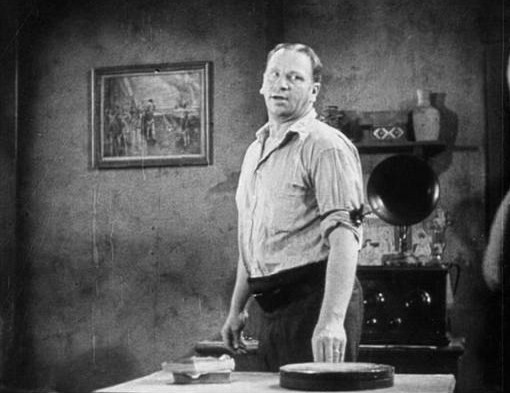
Wallace Beery
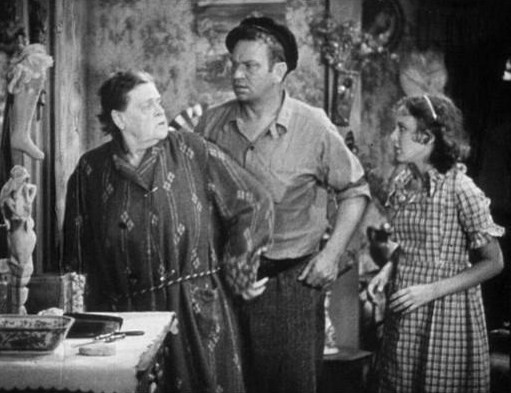
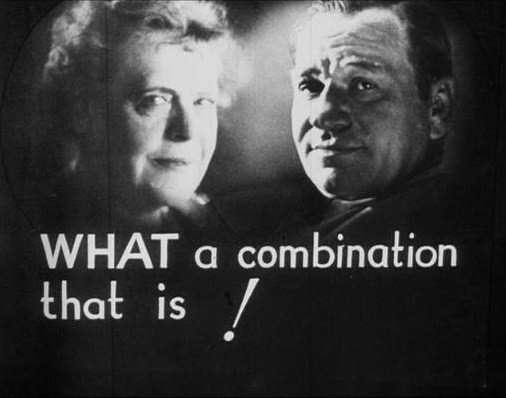

## Récompenses et distinctions
- 1931 : Oscar de la meilleure actrice pour Marie Dressler